# Ernest Mottier
Ernest Mottier (16. dubna 1891, Château-d’Oex – ?) byl švýcarský reprezentační hokejový obránce.
V roce 1924 byl členem Švýcarského hokejové týmu, který skončil osmý na zimních olympijských hrách.